# 凤凰镇 (鄄城县)
凤凰镇，是中华人民共和国山東省菏泽市鄄城县下辖的一个乡镇级行政单位。

## 行政区划
凤凰镇下辖以下地区：
凤凰村、朱李庄村、鲁楼村、大户刘村、西侯楼村、许集村、酒店张庄村、花李庄村、大周寺村、东侯楼村、大陈楼村、徐垓村、樊庄村、老陈庄村、孙尚庄村、郝堂村、古屯村、王菜园村、两半张庄村和杨庄村。